# Masters de Canadá 1994
El Abierto de Canadá 1994 (también conocido como 1994 Matinée Ltd. - Canadian Open por razones de patrocinio) fue un torneo de tenis jugado sobre pista dura. Fue la edición número 105 de este torneo. El torneo masculino formó parte de los Super 9 en la ATP. La versión masculina se celebró entre el 25 de julio y el 31 de julio de 1994.

## Campeones

### Individuales masculinos
Andre Agassi vence a  Jason Stoltenberg, 6–4, 6–4.

### Dobles masculinos
Byron Black /  Jonathan Stark vencen a  Patrick McEnroe /  Jared Palmer,  7–6, 7–6.

### Individuales femeninos
Arantxa Sánchez Vicario vence a  Steffi Graf, 7–5, 1–6, 7–6.

### Dobles femeninos
Meredith McGrath /  Arantxa Sánchez Vicario vencen a  Pam Shriver /  Elizabeth Smylie, 2-6, 6-2, 6-4.